# Devil May Cry: HD Collection
Devil May Cry: HD Collection (japonês: デビル メイ クライ, Hepburn: Debiru Mei Kurai Surī) é uma coleção remasterizada em HD dos três primeiros jogos da série Devil May Cry lançada pela Capcom para os consoles PlayStation 3 e Xbox 360, a coleção inclui os três primeiros jogos da série: Devil May Cry, Devil May Cry 2 e Devil May Cry 3: Dante's Awakening Special Edition. A coleção não inclui novas histórias mas contém outras adições para a série como os troféus, conquistas e gráficos em alta definição.
A coleção foi anunciado oficialmente pela Capcom em outubro de 2011. Sua data de lançamento na América do Norte e na Europa foi originalmente agendada para 3 de abril de 2012, mas foi alterada, sendo finalmente lançado em 28 de março de 2012.
Em 7 de dezembro de 2017, a Capcom anunciou que esta remasterização também chegaria aos consoles PlayStation 4 e Xbox One, e com uma versão para o Windows. A data de lançamento nessas plataformas ocorreu em 13 de março de 2018.

## Características
Atualmente, as diferenças conhecidas entre os títulos contidos na coleção HD e os originais do PlayStation 2 são a adição de conquistas e troféus para Xbox 360 e PlayStation 3, respectivamente. Ele também apresenta os gráficos de alta definição dos três primeiros jogos, conteúdo bônus de arte conceitual nunca antes visto, bem como conteúdo bônus. No geral, o sistema gráfico não mudou visivelmente, portanto não há efeitos de iluminação adicionais, e não conta com o uso do MT Framework, usado em Devil May Cry 4. Mas, uma série de remodelações gráficas foram feitas para adaptar os gráficos antigos aos novos sistemas.

## Recepção
A recepção ao jogo foi positiva dos jogadores. Detém uma média de 78% para Xbox 360 e 73% para PlayStation 3 no site do Metacritic.